# Blemmyae

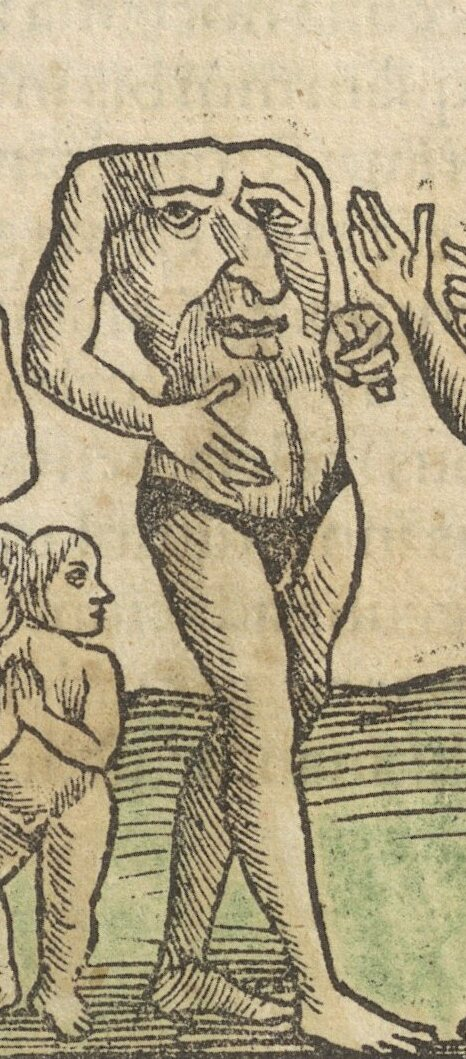
Blemmya

Blemmyae var i medeltida européers föreställningsvärld en människoliknande varelse utan huvud. Ansiktet fanns i stället på överkroppen. Blemmyae antogs leva långt från de civiliserade länderna i Europa.